# Nash Motors

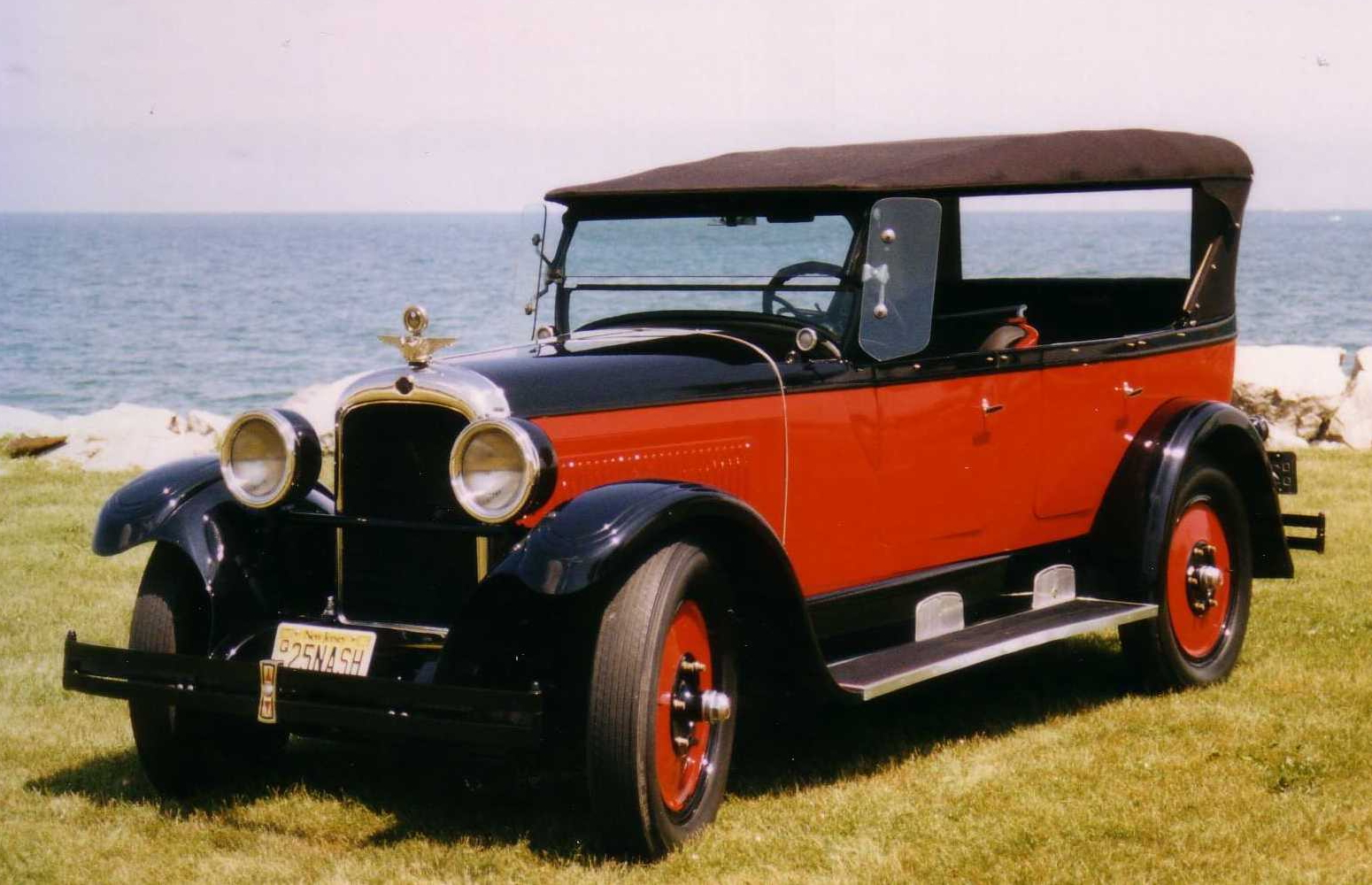
Automobil Nash z roku 1925

Nash Motors byla americká automobilka. Sídlila ve městě Kenosha ve Wisconsinu, kde vznikla v roce 1916. V roce 1954 se stala součástí nově vzniklé společnosti American Motors Corporation. Společnost založil Charles Warren Nash, bývalý prezident společnosti General Motors, poté, co získal automobilku Thomas B. Jeffery Company. Prvním sériově vyrábeným vozem značky Nash byl od roku 1917 model 671.